# Сунгай Кедаян
4°53′20″ пн. ш. 114°56′15″ сх. д. / 4.8888° пн. ш. 114.9374° сх. д.
Сунгай Кедаян — один з 18 мукімів (районів) округи (даера) Бруней-Муара, Бруней.

## Райони
- Кампонг Сумбілінг Лама (Аєр)
- Кампонг Букіт Салат
- Кампонг Сунгаі Кедаян 'Б'
- Кампонг Сунгаі Кедаян 'А'
- Кампонг Уйонг Танйонг
- Кампонг Куала Пеміняк
- Кампонг Пеманча лама